# Charles Wislin
Joseph Victor Charles Wislin, né à Gray le 4 décembre 1852 et mort à Paris le 28 avril 1932, est un peintre français.

## Biographie

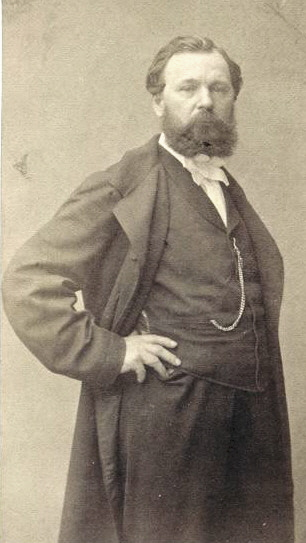
Jules Noël

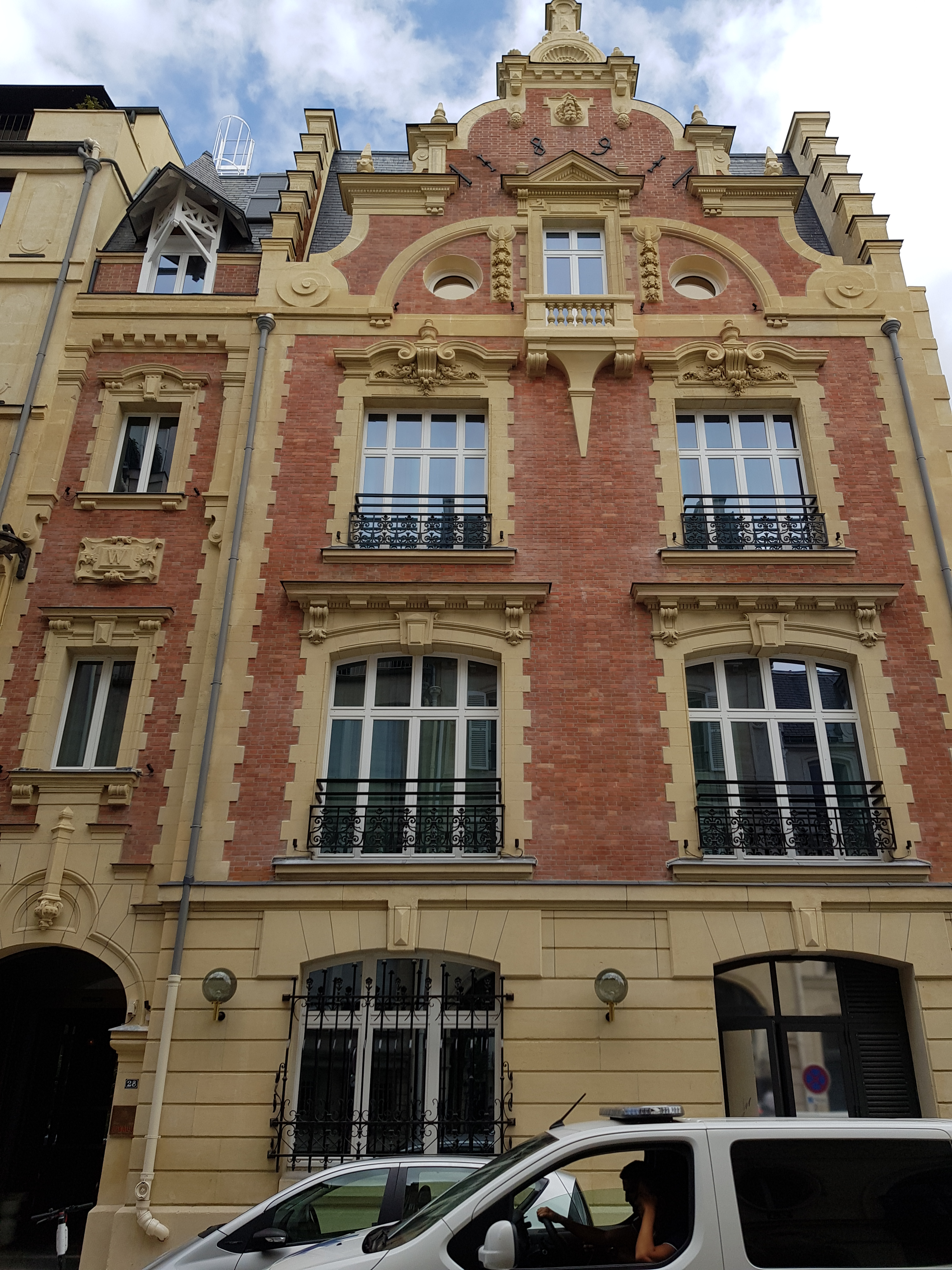
Le 28, rue Ballu à Paris où vécut Charles Wislin

Charles Joseph Victor Wislin est le fils de Joseph Wislin (1804-1893), pharmacien chimiste à Gray. Il est l'élève de Jules Noël et de Jean-Paul Laurens.
La fortune familiale étant assurée par les brevets pharmaceutiques de son père (conservation de produits alimentaires, dont la viande en 1832, etc.), le licencié en droit Charles Wislin peut mener une vie aisée à Paris, résidant au 46, rue de Rennes, puis au 26, avenue de Wagram jusqu'en 1891, date à laquelle il confie à l'architecte Gaston Dézermaux l'édification de l'immeuble à l'aspect flamand du 28, rue Ballu, où le monogramme « W » est apparent sur la gauche de la façade,. En 1870, le compositeur Eugène Nollet (1828-1904) lui dédie Ketty, une polka pour piano. En 1892, la Société J. Wislin et Cie (fabrication du « papier Wlinsi », et des « perles purgatives Guyon »), siège au 31, rue de Seine à Paris.
Charles Wislin se consacre essentiellement à la peinture des paysages à Montmartre comme au cours de voyages, tant en France qu'à l'étranger, notamment en Italie (Bellagio sur le lac de Côme en 1924). Il est notamment présent à Cernay et à Meudon en 1878, à Yport en 1879, à Fréjus et à Arbonne en 1881, à Tirlancourt en 1884, à Étretat en 1885, à Bernay en 1886, à Honfleur  en 1887, à Saint-Valéry-sur-Somme en 1889, à Châtenay-sur-Seine et Chevrainvilliers en 1892, à Nemours en 1892-1893, dans la baie de Somme en 1895, au Tréport, à Mers-les-Bains et en forêt de Compiègne en 1897, dans la forêt de Roye (Somme) en 1899, à Cabourg et à Varaville en 1900, à Pierrefonds en 1901, à Valvins en 1904, à Saint-Lunaire en 1905, à Pont-Aven en 1906, 1907, 1910, à Concarneau et à Quimperlé en 1910, à Binic en 1911, à Thonon-les-Bains en 1912, à Carolles en 1913 et 1914, à Dinard en 1916 et 1917, à Saint-Servan en 1917, à Pierrefitte-Nestalas en 1918, à Argelès-Gazost et à Luz en 1919, à Diekierch en 1925, à Senlis en 1927, au château de Jaulzy en 1928 et à Tessé-la-Madeleine en 1929.
En France, outre Fontainebleau et les côtes picardes, ce paysagiste amateur de photographie peint surtout la Normandie et la Bretagne, le vieux Saint-Servan d'avant-guerre entre autres et son quartier de la cité d'Aleth, la maison de l'académicien Louis Duchesne où résident sa fille Yvonne et son gendre, l'architecte Alexandre Miniac.
Pastels et huiles sur toile de petits formats forment l'essentiel de l'œuvre de ce pleinairiste remarqué dès 1886 par Guy de Maupassant. Durant plus d'un demi-siècle à compter de 1880, ses œuvres sont exposées dans des expositions collectives à Paris, essentiellement au Salon des artistes français et au Salon des indépendants.
Wislin a peint plus d'un millier de toiles. Le 26 octobre 2020, à Paris, l'atelier de Charles Wislin est dispersé en 347 lots aux enchères par l'étude Crait et Muller. Chacun des lots, huiles sur toile et études sur panneau, trouve preneur. La valeur médiane d'une étude est de 200 euros, d'une toile de 500 euros. L'une des toiles, une marine, a cependant atteint le prix de 6500 euros frais inclus, un record pour l'artiste,.

## Salons et expositions

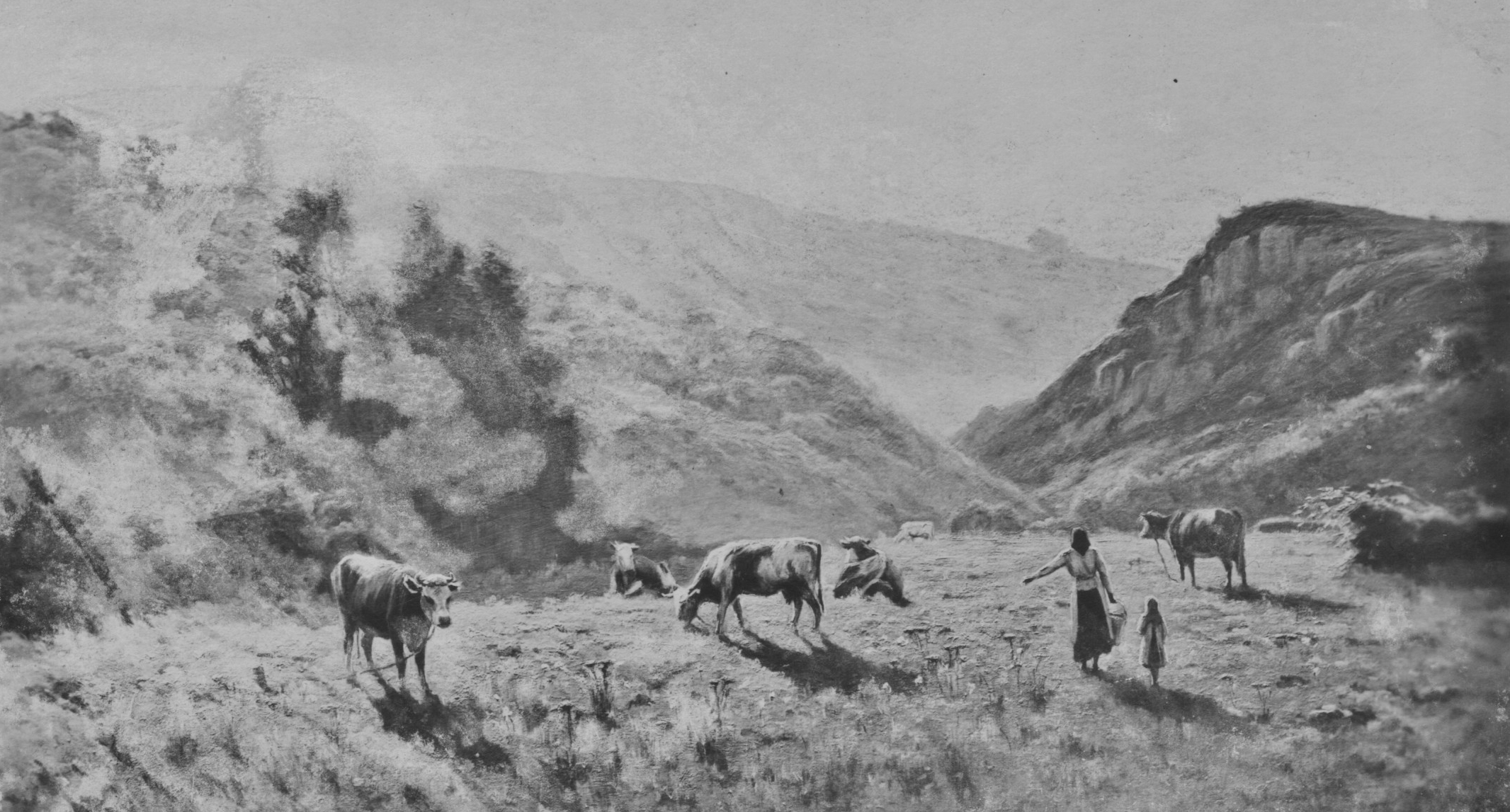
Charles Wislin, La vallée du Lude à Carolles (Salon de 1908).

- Salon des artistes français, Paris :
  - 1880 : La Lisière du bois ;
  - 1881 ;
  - 1883 : La ville de Fréjus, Var ; Sous-bois à Pont-Aven, Finistère :
  - 1884 : deux paysages d'Étretat ;
  - 1885 : Labour d'automne en Picardie[9] ;
  - 1886 ;
  - 1887 ;
  - 1888 : Honfleur ;
  - 1889 : il devient membre honoraire de la Société des artistes français ;
  - 1890 ;
  - 1891 ;
  - 1893 ;
  - 1895 : Le Champ du repos[10] ;
  - 1899 : Ciel sur Montmartre ; L'Église du Sacré-Cœur ;
  - 1906.
- Salon d'Étretat, été 1885.
- Exposition universelle de 1889 à Paris : Journée d'août sur les falaises d'Étretat (mention honorable[2]).
- Exposition universelle de 1900 à Paris : il obtient une médaille[5].
- Galerie des artistes modernes, des experts Jules Chaine et Félix Simonson, 19, rue Caumartin à Paris : exposition collective en 1899.
- Cercle littéraire et artistique (1880-1911), 7, rue Volney à Paris :
  - 1901 ;
  - 1902 ;
  - 1905 : exposition collective avec Charles Léandre, André Devambez et Lucien-Victor Guirand de Scevola.
- Salon des indépendants :
  - 1906 : sept toiles dont La Retenue au Tréport ; Blés à Moussy ; Saint-Gilles à L'Ile-Bouchard ; La Vienne à L'Ile-Bouchard ; Roches à Trestraou ; Le Château à Trestignel ;
  - 1908 : La Mer à Perros-Guirec ; À Trestraou ; Côte de Port-Manech ; La Pointe de Trévignon ; La Chapelle Saint-Philibert ;
  - 1909 : Marée basse à la baie du Hénant, Finistère ; Larchant, novembre.
- Salon de l'école française, Paris, Grand Palais, janvier-février 1911 : Wislin est membre du jury.
- Salon d'hiver, Grand Palais, Paris :
  - 1926 ;
  - 1930 : six toiles dont Saint-Valéry-sur-Somme ; Le Fort national à Saint-Malo ; Le Tréport. Wislin est alors sociétaire du salon d'hiver ;
  - 1933.

## Réception critique
- « Une petite charrue abandonnée est peinte avec grand talent par M. Wislin. » - Guy de Maupassant, écrit à propos du Salon, Le XIXe siècle, 10 mai 1885
- « S'il est l'élève de Jean-Paul Laurens, c'est de Jules Noël, son second maître, qu'il devient le disciple. Wislin parcourt la France à la recherche des effets d'éclairage selon l'heure et les saisons. Ses premiers tableaux le situent comme une émule des barbizonniers et des pleinairistes, mais utilisant une palette plus claire, plus haute, que celle des amis de Théodore Rousseau. Puis il introduit dans ses compositions des recherches de cadrage et adopte une technique plus proche de celle des impressionnistes. Une sensibilité singulière lui permet de transposer en nuances très fines l'atmosphère de la nature, ses parfums, ses bruissements. D'un long séjour en Bretagne et surtout à Pont-Aven vont naître plus tard des paysages plus musclés, construits en arabesques et teintés de bleus-mauves et d'orangés. » - Gérald Schurr[11]
- « Ses paysages de France montrent son goût pour les recherches d'éclairage changeant selon les heures du jour et les saisons.Sa technique est souvent proche de celle des impressionnistes. » - Dictionnaire Bénézit[2]